# 37.º distrito electoral de Chile (1990-2018)
El Distrito Electoral 37 fue uno de los 60 Distritos Electorales en los que se dividía el territorio de Chile y uno de los 5 en los que se dividía la Región del Maule hasta 2018. 
Su cabecera y única comuna era Talca, siendo por tanto un distrito eminentemente urbano. Como todos los distritos del país, elegía dos diputados, mediante el sistema binominal.
Los últimos diputados en representar a este distrito fueron Germán Verdugo (RN) y Sergio Aguiló (IC, aunque electo por el PS).

## Diputados por el Distrito
- XLVII Período Legislativo
  - (1990 - 1994): Eugenio Ortega Riquelme (DC) y Sergio Aguiló Melo (IC)
- XLIX Período Legislativo
  - (1994 - 1998): Sergio Aguiló Melo (PS) y Homero Gutiérrez Román (DC)
- L Período Legislativo
  - (1998 - 2002): Sergio Aguiló Melo (PS) y Homero Gutiérrez Román (DC)
- LI Período Legislativo
  - (2002 - 2006): Sergio Aguiló Melo (PS) y Pablo Prieto Lorca (UDI)
- LII Período Legislativo
  - (2006 - 2010): Sergio Aguiló Melo (PS) y Germán Verdugo Soto (RN)
- LIII Período Legislativo
  - (2010 - 2014): Sergio Aguiló Melo y Germán Verdugo Soto (RN)
- LIV Período Legislativo
  - (2014 - 2018): Sergio Aguiló Melo (IC) y Germán Verdugo Soto (RN)

## Historial electoral
El distrito electoral N° 37 ha sido desde 1990 una zona muy proclive a la Concertación, eligiendo esta coalición los dos diputados del distrito en los tres primeros períodos legislativos: 1990-94, 1994-98 y 1998-2002. Desde el cuarto período ha venido eligiéndose un diputado por la Concertación y el otro por la Alianza o Coalición por el Cambio, hoy Chile Vamos.
- Datos: Q5809392